# Juanma Moreno
Juan Manuel Moreno Bonilla (Barcelona, 1 de mayo de 1970) es un político español, actual presidente de la Junta de Andalucía desde 2019, presidente del Partido Popular de Andalucía desde 2014 y primer vicepresidente del Comité Europeo de las Regiones desde 2025.
El 18 de enero de 2019 obtuvo los apoyos de Ciudadanos y Vox para ocupar la presidencia de la Junta de Andalucía, después de treinta y seis años de gobierno ininterrumpido del PSOE-A.
El 25 de abril de 2022 convocó elecciones anticipadas para el 19 de junio de 2022, en las que obtuvo una histórica mayoría absoluta para el Partido Popular en Andalucía.

## Biografía
Juan Manuel Moreno es nieto de jornaleros (concretamente el abuelo materno era jornalero y de ideología socialista, mientras que el abuelo paterno, que era de ideología conservadora, se dedicaba a contratar a dichos jornaleros) del Valle del Guadalhorce y el único hijo varón de dos vecinos de Alhaurín el Grande que habían emigrado a Cataluña: Juan Moreno Conejo, que trabajó de delineante industrial en la Hispano Olivetti y  la Seat, en los últimos años como taxista y María Bonilla Rueda, que trabajó en unos grandes almacenes. Tiene dos hermanas, una mayor y otra menor que él.
Tres meses después de su nacimiento en Barcelona, su familia volvió con él a la provincia de Málaga, concretamente a la capital, a la zona de la antigua carretera de Cártama, donde estudió la EGB en el colegio Giner de los Ríos.
Cuando Juanma Moreno tenía 14 años, se mudaron al barrio del Puente de las Américas de la capital, donde su padre montó una droguería, en la calle Ingeniero de la Torre Acosta. Estudió en el instituto Universidad Laboral de Málaga y con 16 o 17 años fue vocalista de varios grupos de pop-rock de ámbito local, como Lapsus Psíquico y Falsas realidades, con cierta influencia de Danza Invisible.
La rama familiar materna, de ideología socialista como se ha comentado anteriormente, también tuvo su representación política en Cristóbal Bonilla, llegando a ser este portavoz del ayuntamiento de Alhaurín El Grande, municipio de la provincia de Málaga, el cual fue absuelto en 2011 por un presunto delito urbanístico.
Inició la carrera de Psicología y luego Magisterio en la Universidad de Málaga (UMA), pero nunca llegó a terminar ninguna de las dos.Sin embargo, en su ficha como diputado en el año 2000 constaba una licenciatura en Administración de Empresas. En su ficha como diputado en 2004 sólo constaban “estudios en ADE”, algo que desapareció en 2008. Estos cambios le costaron algunas polémicas en 2014, cuando estaba a punto de ser nombrado presidente del PP andaluz.
Obtuvo un grado en Protocolo y Organización de Eventos por la Universidad Camilo José Cela, además de varios títulos propios (Titulado Superior Universitario en Protocolo y Relaciones Institucionales por la Universidad Camilo José Cela, Maestría en Dirección y Administración de Empresas por la Escuela Autónoma de Dirección de Empresas y Programa de Liderazgo para la Gestión Pública por IESE Business School) y un premio (máster de Oro del Real Fórum de Alta Dirección).
En 1989, con 19 años, se afilió al Partido Popular. Colaboró en la fundación de la Asociación Popular de Estudiantes, de la que fue portavoz durante los cursos 1991-92 y 1992-93. Este último año alcanzó la presidencia de Nuevas Generaciones de Málaga y en el curso 1993-94 se convirtió en vicedecano de la Facultad de Ciencias de la Educación de la Universidad de Málaga, siendo el primer alumno en ocuparlo. También fue miembro de la junta de gobierno de dicha universidad. Según comenta, trabajó en una pizzería y como comercial.
En septiembre de 2006 se casó con la politóloga granadina Manuela Villena. y es padre de tres hijos.

## Vida política

### Concejal del Ayuntamiento de Málaga
En 1995, con 25 años, resultó elegido concejal de Juventud y Deporte en el Ayuntamiento de Málaga, con Celia Villalobos como alcaldesa, así como presidente de la Junta Municipal del distrito de Campanillas y Puerto de la Torre. Un año después, ya era presidente de Nuevas Generaciones de Andalucía. 

### Diputado en el Parlamento de Andalucía
En 1997, con 27 años, fue elegido diputado por Málaga y portavoz de Juventud del Grupo Parlamentario Popular durante la V Legislatura del Parlamento de Andalucía. También fue elegido presidente de Nuevas Generaciones a nivel nacional y responsable de Política Autonómica y Local del partido.

### Diputado en el Congreso
Fue diputado nacional en el Congreso durante las VII (por Cantabria), VIII, IX y X legislaturas, ejerciendo de portavoz Adjunto del Grupo Popular en la Comisión de Ciencia y Tecnología y de Secretario en la Comisión de Asuntos Sociales.

### Secretario de Estado

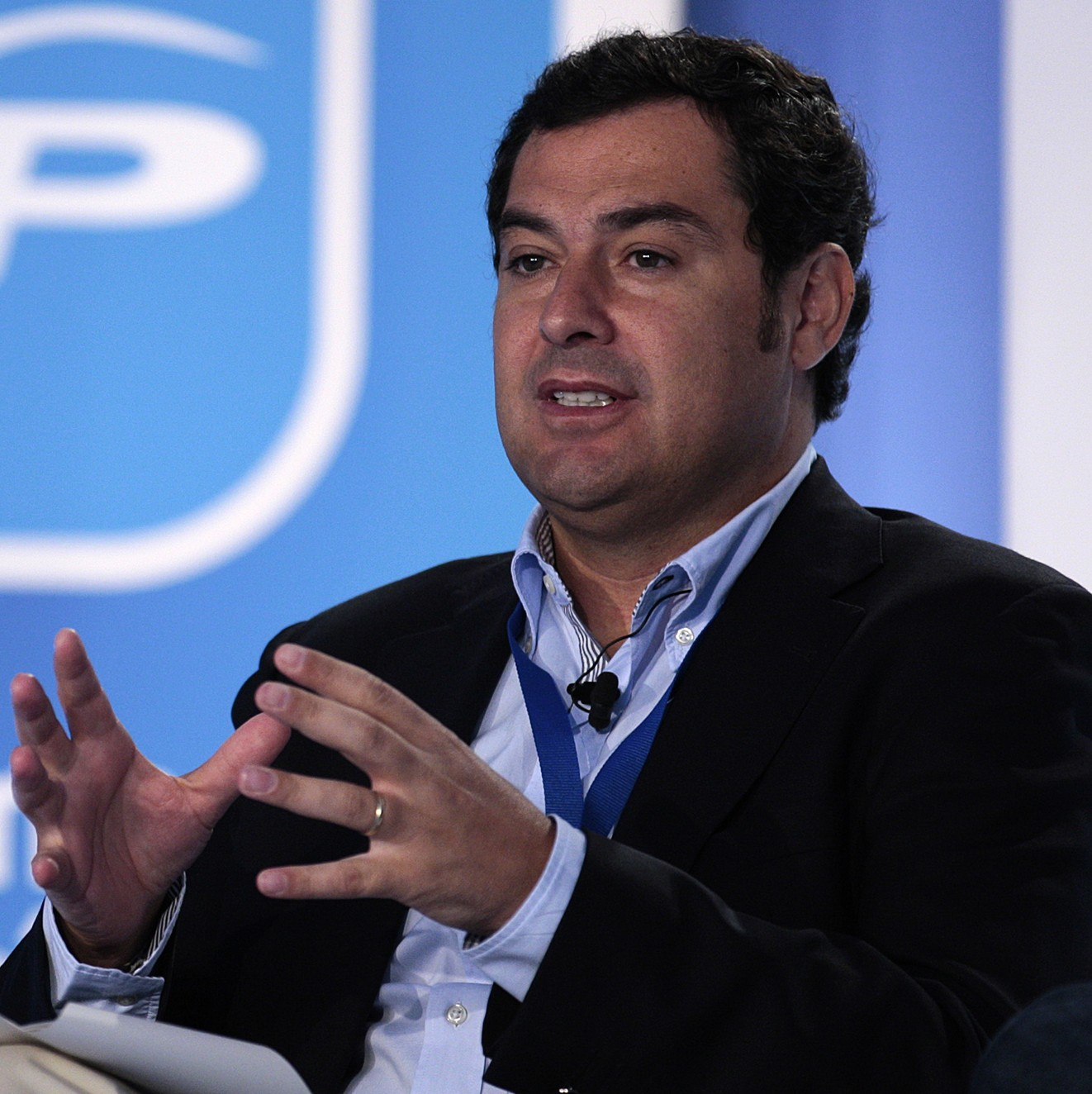
Juanma Moreno en 2012

Tras su nombramiento como secretario de Estado de Servicios Sociales e Igualdad el 30 de diciembre de 2011, impulsó y participó en la redacción de los siguientes planes y leyes:
- Plan Estratégico Nacional de Infancia y Adolescencia 2013-2016.[27]
- Estrategia para la Erradicación de la Violencia de Género.[28]
- Ley General de Derechos de las Personas con Discapacidad.[29]
- Plan Nacional de Inclusión Social.[30]

### Candidato a la presidencia de la Junta de Andalucía (2014)
El 1 de marzo de 2014, unas semanas después del fallecimiento de su padre, fue elegido presidente del PP de Andalucía y candidato a la Presidencia de la Junta de Andalucía. Ante este nuevo desempeño, y a pesar de tener vivienda en Málaga, se mudó con su familia al municipio sevillano de Alcalá de Guadaíra. En el 15.º Congreso Autonómico del PP Andaluz, celebrado del 17 al 19 de marzo de 2017 en el Palacio de Ferias y Congresos de Málaga, fue reelegido para el cargo para los cuatro años siguientes. Se convirtió así en el primer presidente del PP Andaluz elegido directamente por los afiliados en el sistema de doble vuelta, obteniendo el 98,95% de los votos de los afiliados en la primera vuelta y el 95,04% en la segunda.

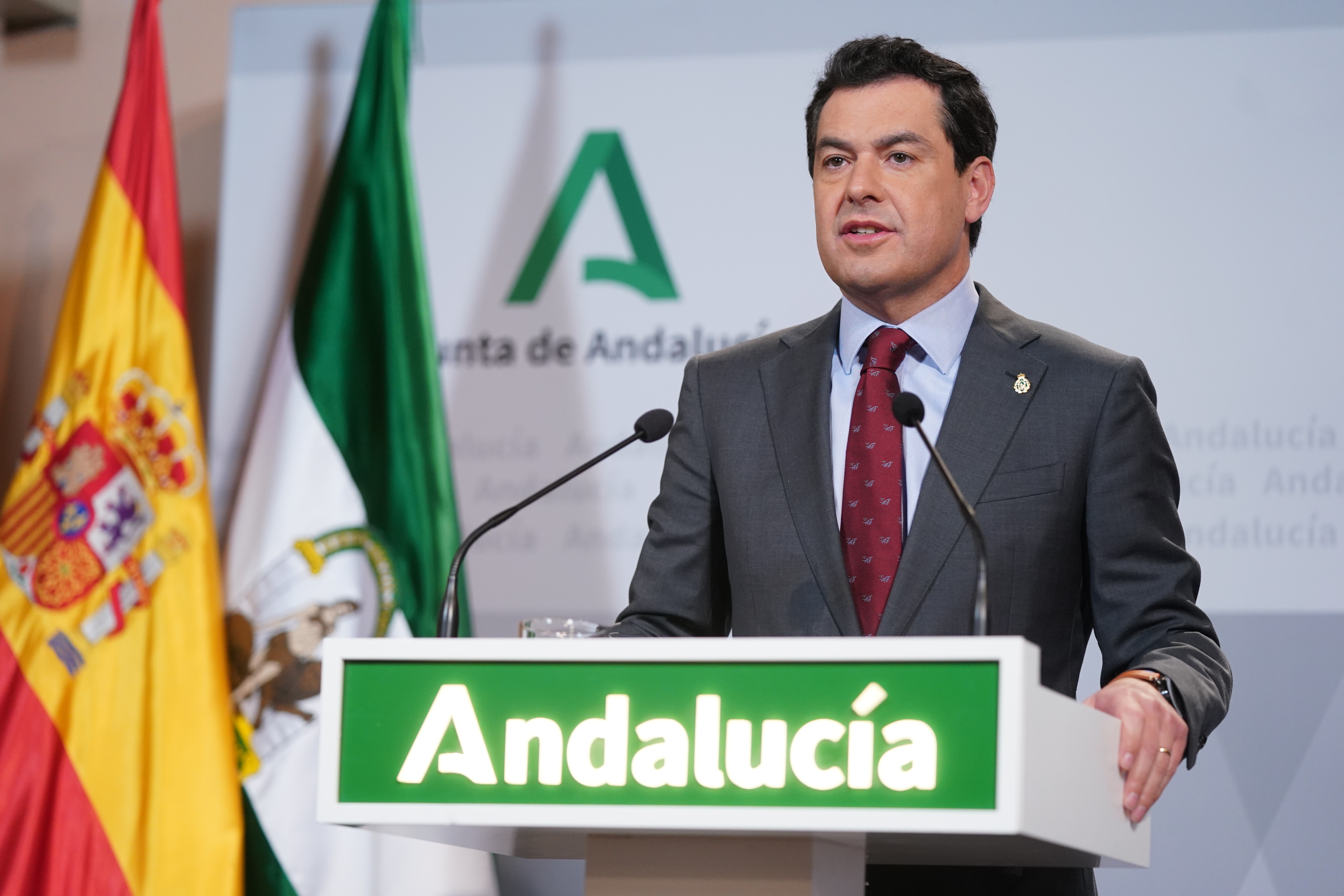
Moreno en 2020.

### Presidente de la Junta de Andalucía
El 16 de enero de 2019 le fue otorgada la confianza por el Parlamento de Andalucía para ocupar la presidencia de la Junta de Andalucía tras haber alcanzado un acuerdo con las formaciones políticas de Ciudadanos y Vox, desbancando así a los socialistas del gobierno andaluz por primera vez en 36 años desde la reinstauración de la democracia.
En sus primeros meses de mandato cumplió sus compromisos electorales de establecer en Andalucía el impuesto de sucesiones más bajo de España, así como la paralización del proyecto del Metro de Málaga en superficie por las calles Eugenio Gross y Blas de Lezo, tramitada por el anterior gobierno autonómico, exigiendo que esta ampliación se realice de manera soterrada.
El 25 de abril de 2022 convocó elecciones anticipadas para el 19 de junio de 2022, obteniendo la primera mayoría absoluta del Partido Popular en la región.

#### Impuesto de patrimonio
El 20 de septiembre anunció que retira en Andalucía el impuesto de patrimonio, lo que generó mucha polémica porque solo lo pagan el 0,2% de los andaluces, los que mayor renta tienen, unos 20 000 contribuyentes, recaudando unos 120 millones de euros al año, y la oposición le acusó de incitar el dumping fiscal. La presidenta de la Comunidad de Madrid, Isabel Díaz Ayuso, que también lo hizo en su región, aplaudió la medida. El Partido Popular de Andalucía lo justificó argumentando que atraería a más personas con rentas muy altas para evadir pagar este impuesto en otros territorios y que en la mayoría de los países de Europa no existe este impuesto.

## Cargos desempeñados
Públicos
- Presidente de la Junta Municipal del Distrito 4 de la ciudad de Málaga (1995-1997)
- Diputado por Málaga en el Parlamento de Andalucía (1997-2000)
  - Portavoz de Juventud del Grupo Parlamentario Popular en el Parlamento de Andalucía (1997-2000)
- Diputado nacional en el Congreso durante las VII, VIII, IX y X legislaturas
  - Portavoz Adjunto del Grupo Popular en la Comisión de Ciencia y Tecnología en el Congreso de los Diputados
  - Secretario en la Comisión de Asuntos Sociales del Congreso de los Diputados
- En el Partido Popular ha sido secretario ejecutivo de Nuevas Tecnologías en el Partido Popular
  - Secretario ejecutivo de Política Municipal en el Partido Popular
  - Coordinador de Política Autonómica y Local
- Secretario de Estado de Servicios Sociales e Igualdad (2011-2014)
- Presidente de la Junta de Andalucía (desde 2019)

En el PP
- Presidente de Nuevas Generaciones del Partido Popular de Málaga
- Presidente de Nuevas Generaciones del Partido Popular de Andalucía
- Presidente de Nuevas Generaciones del Partido Popular a nivel nacional
- Secretario de Nuevas Tecnologías del Partido Popular a nivel nacional
- Secretario de Política Local del Partido Popular a nivel nacional
- Coordinador del Partido Popular de Política Autonómica y Local a nivel nacional

## Distinciones honoríficas
- Caballero gran cruz de la Orden de Isabel la Católica (Reino de España, 26/12/2014).[38]
- Reconocimiento "Alhaurino del Año 2022", otorgado por la Asociación Cultural Alifara (Alhaurín el Grande, 07/10/2022)[39][40]
- Hermano Distinguido del año 2022 por las Reales Cofradías Fusionadas